# Station Leuze
Station Leuze is een spoorwegstation langs spoorlijn 94 (Halle - Doornik) in de stad Leuze-en-Hainaut.
Vroeger kruiste hier ook spoorlijn 86 (Basècles Carrières - De Pinte).
Het stationsgebouw uit 1887 is een aangepaste reconstructie van het Doornikse station (Auguste Payen, 1842-50), dat in die periode vervangen werd door een grotere versie van Hendrik Beyaert.
In de loop van 2021 zullen de loketten hier hun deuren sluiten en zal het station een stopplaats worden.

## Galerij

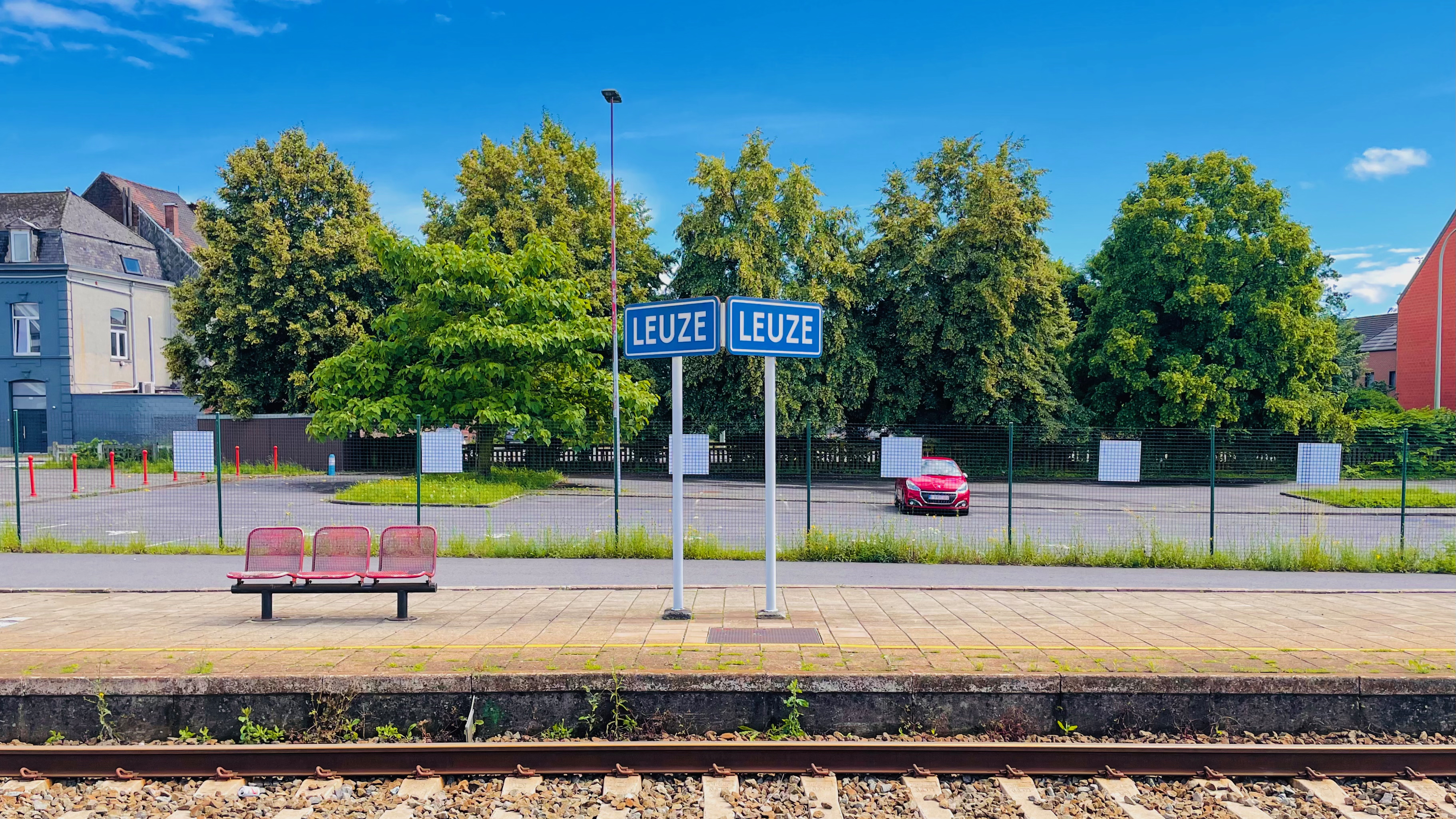
Plaatsnaambord op het perron
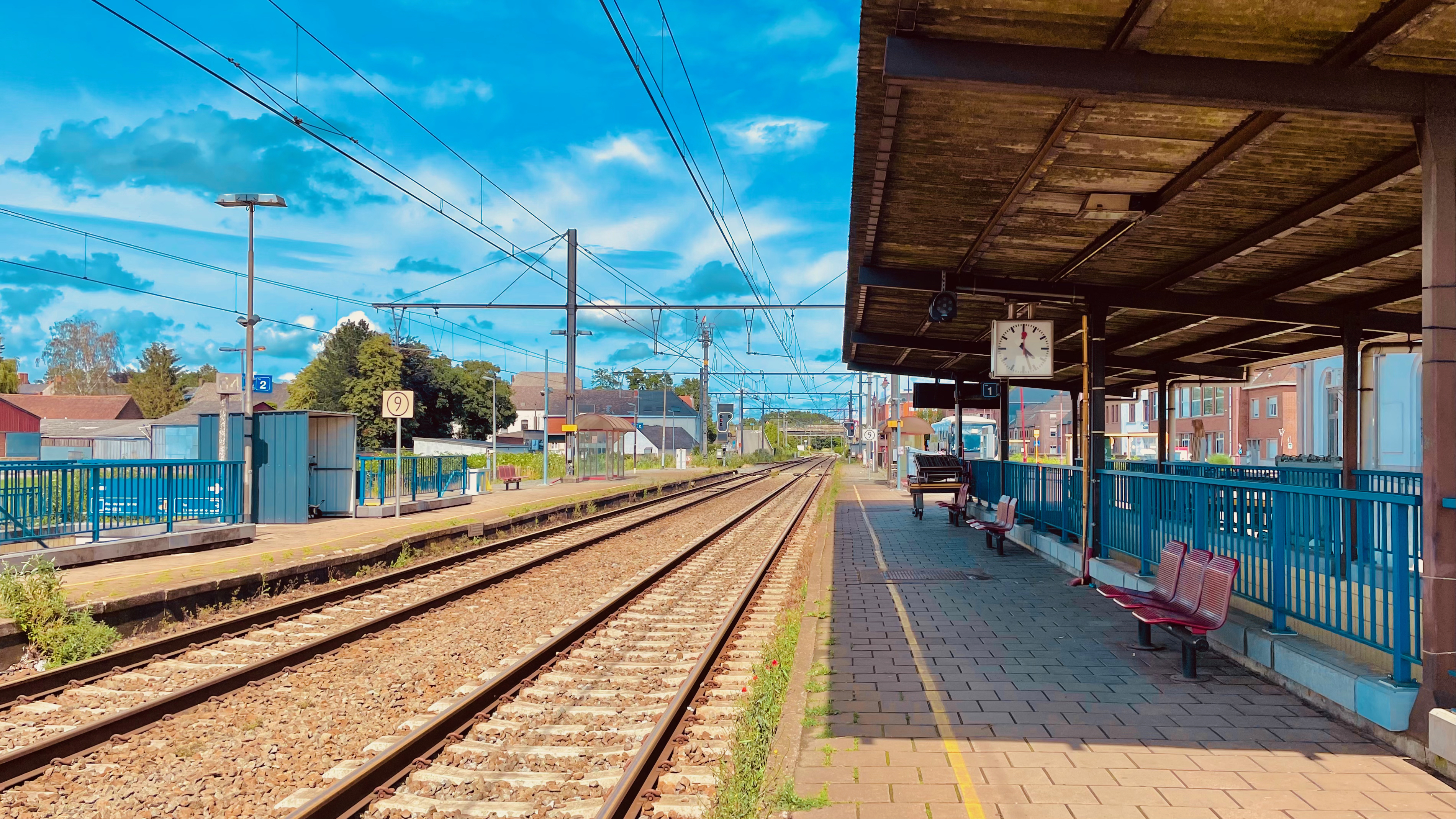
Zicht op het perron
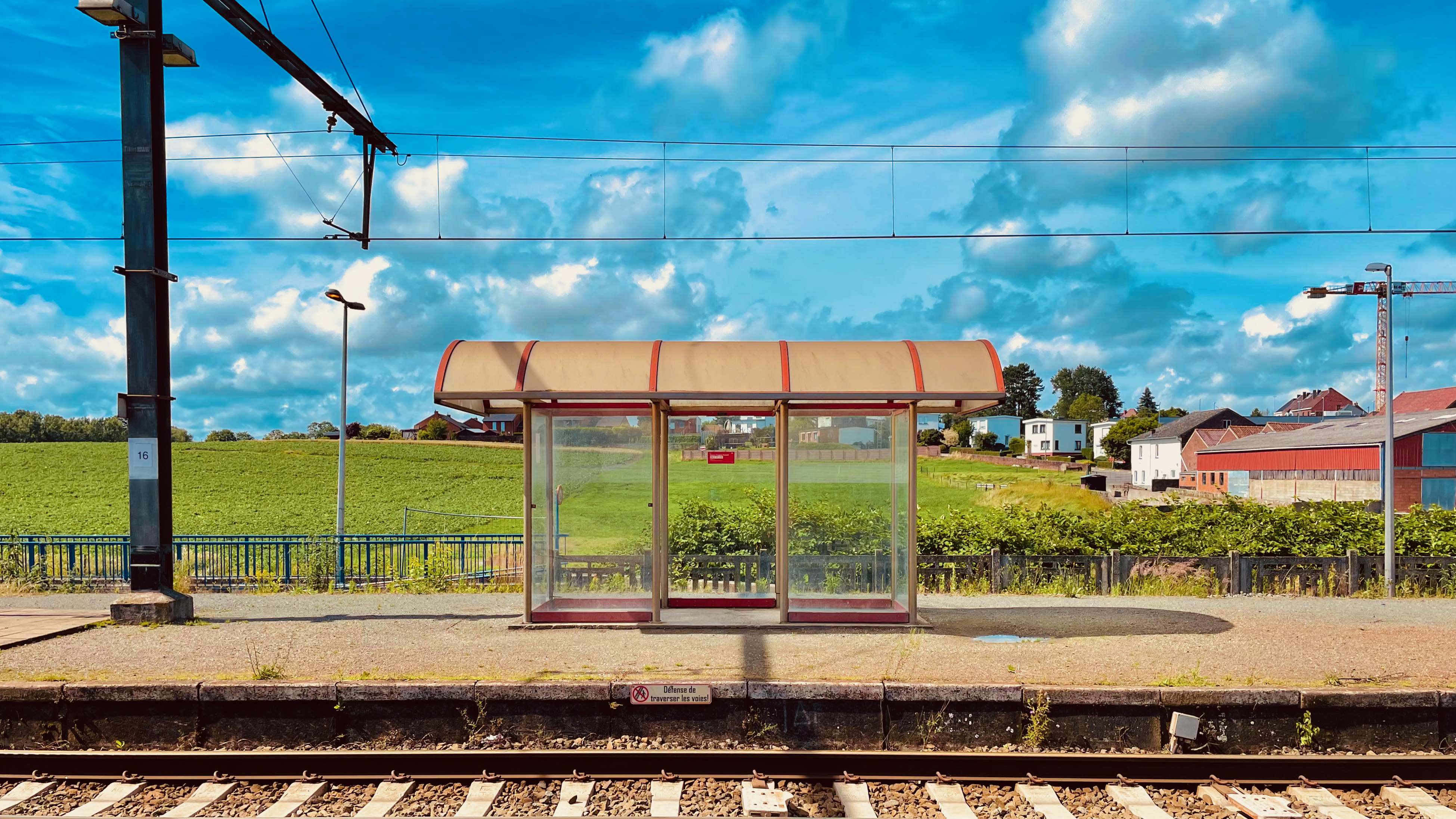
Schuilhok op het perron
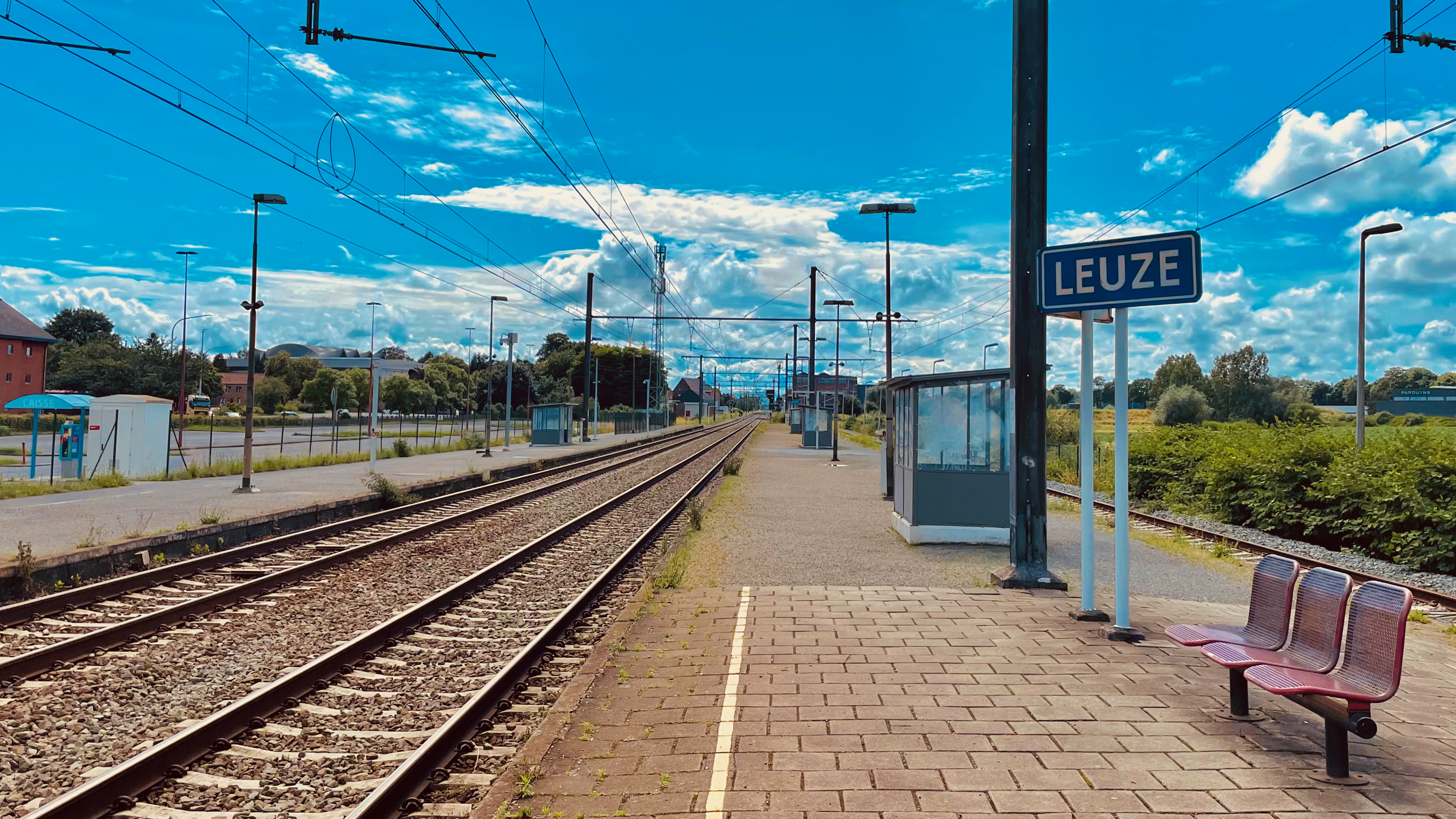
Zicht op de sporen

## Treindienst
| Serie       | Treinsoort          | Route                                                                                    | Bijzonderheden                                                                                     |
| ----------- | ------------------- | ---------------------------------------------------------------------------------------- | -------------------------------------------------------------------------------------------------- |
| IC 06       | Intercity (NMBS)    | Brussels Airport-Zaventem – Brussel-Zuid – Leuze – Doornik                               | |
| IC 18       | Intercity (NMBS)    | [ Doornik – Leuze – Aat – ] Brussel-Zuid – Namen – Luik-Guillemins – Luik-Sint-Lambertus | Rijdt alleen op werkdagen. Rijdt in de spits verder naar Doornik.                                  |
| IC 26       | Intercity (NMBS)    | Kortrijk – Doornik – Leuze – Brussel-Zuid – Sint-Niklaas                                 | Rijdt alleen op werkdagen, laatste rit stopt bijkomend in elk station tussen Jette en Dendermonde. |
| P 7510/8510 | Piekuurtrein (NMBS) | Moeskroen – Doornik – Leuze – Brussel-Zuid – Schaarbeek                                  | Rijdt alleen op werkdagen. Twee treinen verder als IC-18 naar Luik-Paleis.                         |

## Reizigerstellingen
De grafiek en tabel geven het gemiddeld aantal instappende reizigers weer op een week-, zater- en zondag.
| Tabel: aantal instappende reizigers station Leuze | Tabel: aantal instappende reizigers station Leuze | Tabel: aantal instappende reizigers station Leuze | Tabel: aantal instappende reizigers station Leuze |
|                                                   | Weekdag                                           | Zaterdag                                          | Zondag                                            |
| ------------------------------------------------- | ------------------------------------------------- | ------------------------------------------------- | ------------------------------------------------- |
| 1977                                              | 3 144                                             | 413                                               | 281                                               |
| 1978                                              | 2 807                                             | 367                                               | 395                                               |
| 1979                                              | 3 351                                             | 819                                               | 431                                               |
| 1980                                              | 3 123                                             | 449                                               | 359                                               |
| 1981                                              | 3 272                                             | 406                                               | 335                                               |
| 1982                                              | 3 059                                             | 345                                               | 378                                               |
| 1983                                              | 2 751                                             | 253                                               | 371                                               |
| 1984                                              | 2 325                                             | 316                                               | 371                                               |
| 1985                                              | 2 162                                             | 214                                               | 379                                               |
| 1986                                              | 2 045                                             | 324                                               | 370                                               |
| 1987                                              | 1 946                                             | 301                                               | 308                                               |
| 1988                                              | 2 236                                             | 297                                               | 326                                               |
| 1989                                              | 1 927                                             | 329                                               | 419                                               |
| 1990                                              | 1 345                                             | 347                                               | 438                                               |
| 1991                                              | 1 881                                             | 433                                               | 439                                               |
| 1992                                              | 2 316                                             | 385                                               | 449                                               |
| 1993                                              | 2 370                                             | 401                                               | 462                                               |
| 1994                                              | 2 085                                             | 407                                               | 466                                               |
| 1995                                              | 2 004                                             | 391                                               | 595                                               |
| 1996                                              | 1 834                                             | 372                                               | 278                                               |
| 1997                                              | 1 857                                             | 376                                               | 353                                               |
| 1998                                              | 1 867                                             | 444                                               | 470                                               |
| 1999                                              | 1 688                                             | 400                                               | 380                                               |
| 2000                                              | 1 651                                             | 373                                               | 352                                               |
| 2001                                              | 1 700                                             | 354                                               | 426                                               |
| 2002                                              | 1 642                                             | 346                                               | 478                                               |
| 2003                                              | 1 685                                             | 404                                               | 404                                               |
| 2004                                              | 1 698                                             | 402                                               | 397                                               |
| 2005                                              | 1 940                                             | 467                                               | 494                                               |
| 2006                                              | 2 034                                             | 404                                               | 484                                               |
| 2007                                              | 1 808                                             | 367                                               | 485                                               |
| 2008                                              | -                                                 | -                                                 | -                                                 |
| 2009                                              | 1 776                                             | 338                                               | 343                                               |
| 2010                                              | -                                                 | -                                                 | -                                                 |
| 2011                                              | -                                                 | -                                                 | -                                                 |
| 2012                                              | 2 014                                             | 463                                               | 383                                               |
| 2013                                              | 1 909                                             | 466                                               | 355                                               |
| 2014                                              | 2 191                                             | 506                                               | 439                                               |
| 2015                                              | 2 033                                             | 348                                               | 372                                               |
| 2016                                              | 2 175                                             | 406                                               | 376                                               |
| 2017                                              | 2 046                                             | 614                                               | 423                                               |
| 2018                                              | 1 788                                             | 431                                               | 422                                               |
| 2019                                              | 2 087                                             | 392                                               | 409                                               |
| 2020                                              | 1 217                                             | 722                                               | 591                                               |
| 2021                                              | -                                                 | -                                                 | -                                                 |
| 2022                                              | 1 537                                             | 427                                               | 465                                               |
| 2023                                              | 1 568                                             | 768                                               | 663                                               |
| 2024                                              | 1 604                                             | 464                                               | 456                                               |

0,0: De Pinte ·
4,5: Eke-Nazareth ·
8,0: Gavere-Asper ·
10,5: Zingem ·
13,3: Heurne ·
15,2: Eine ·
18,0: Oudenaarde ·
20,2: Leupegem ·
23,8: Etikhove ·
28,1: Louise-Marie ·
29,4: Marijve ·
31,7: Ronse ·
35,1: Dergneau ·
37,2: Anvaing ·
39,8: Ellignies ·
41,6: Frasnes-lez-Anvaing ·
46,3: Grandmetz ·
49,2: Leuze ·
53,2: Tourpes ·
56,0: Thumaide ·
57,1: Basècles ·
58,8: Basècles-Groeven
0,0: Halle ·
5,1: Beert-Bellingen ·
7,2: Sint-Renelde ·
10,0: Bierk ·
15,4: Edingen ·
18,2: Mark ·
24,2: Zullik ·
26,0: Opzullik ·
27,4: Hellebecq ·
30,7: Meslin-l'Evêque ·
32,8: Isières ·
34,4: Lanquesaint ·
38,4: Aat ·
41,7: Villers-Notre-Dame ·
43,7: Ligne ·
47,5: Chapelle-à-Wattines ·
50,4: Leuze ·
53,5: Pipaix ·
56,0: Barry-Maulde ·
61,6: Havinnes ·
63,9: Havinnes-Village ·
68,5: Doornik ·
71,1: Froyennes ·
75,5: Blandain